# Tarragona (vino)
Tarragona es una denominación de origen española situada en la parte central de la provincia de Tarragona.
El viñedo estaba presente en la zona del Campo de Tarragona y buena parte de la ribera del río Ebro, a su paso por la provincia de Tarragona, ya en tiempos del Imperio romano. Se pueden distinguir dos zonas: la parte meridional que es una llanura; y la parte septentrional, más hacia la costa, de montaña baja.
Tiene clima templado, dulcificado por el mar, de manera que no se notan cambios extremos de temperatura. La pluviosidad es muy irregular.

## Tipos de vino
Produce vinos diversos, predominando el blanco que se hace con parellada, macabeo, charelo y garnacha blanca. Alcanza una graduación moderada, aroma frutal y un cuerpo marcado y agradable. La subdenominación Campo de Tarragona se centra en la producción de este tipo de vino. En menor medida, hace vino tinto y rosado. El vino tinto de Tarragona se hace con uva cariñena (Mazuela), tempranillo, sumoll y garnacha; se trata de un vino ligero, cálido y carnoso. La subdenominación "Falset" hacía este vino tinto; en 2001, Falset pasó a formar parte de una nueva denominación: Montsant.
El rosado es fino y fresco. También hay producción de vino licoroso dulce y rancios secos. Destaca el Tarragona Clàssic y el vino de misa.

## El entorno
El terreno es oscuro de substrato generalmente aluvial más abundante en la subzona de la Ribera de Ebro (sobre todo cerca del río) y con alto contenido de caliza en la subzona de Campo de Tarragona.
El clima es mediterráneo con tendencia a continental cuanto más hacia el interior. La pluviometría oscila entre 475 mm. y 650 mm. y la temperatura media es de 16 °C con veranos de precipitaciones escasas, e inviernos con temperaturas que rara vez bajan de 0 °C

## Añadas
- 1980 Buena
- 1981 Buena
- 1982 Regular
- 1983 Buena
- 1984 Buena
- 1985 Buena
- 1986 Buena
- 1987 Buena
- 1988 Muy buena
- 1989 Buena
- 1990 Buena
- 1991 Buena
- 1992 Buena
- 1993 Buena
- 1994 Buena
- 1995 Buena
- 1996 Muy buena
- 1997 Buena
- 1998 Muy buena
- 1999 Muy buena
- 2000 Muy buena
- 2001 Muy buena
- 2002 Buena
- 2003 Muy buena
- 2004 Buena
- 2005 Muy buena
- 2006 Muy buena